# 利伯蒂鎮區 (明尼蘇達州貝爾特拉米縣)
利伯蒂鎮區（英語：Liberty Township）是位於美國明尼蘇達州貝爾特拉米縣的一個行政鎮區。

## 地方資料
利伯蒂鎮區的面積為94.10平方千米，當中陸地面積為85.30平方千米，而水域面積為8.80平方千米。根據2020年美國人口普查的數據，當地共有人口746人，而人口密度為每平方千米7.93人。